# Truro
Truro (korn. Truru) – miasto i civil parish w Wielkiej Brytanii (Anglia) na Półwyspie Kornwalijskim, stolica hrabstwa Kornwalia, w dystrykcie (unitary authority) Kornwalia. W 2011 roku miasto liczyło 18 766 mieszkańców. Stolica i główny ośrodek miejski Kornwalii. Najsłynniejszym zabytkiem jest neogotycka katedra.

## Miasta partnerskie
- Boppard, Niemcy
- Morlaix, Francja